# ソウル拘置所
ソウル拘置所（ソウルこうちじょ）は、大韓民国の拘置施設。法務部矯正本部ソウル地方矯正庁が管轄する。

## 概要
1908年に大日本帝国朝鮮総督府が設置した西大門刑務所にそのルーツを持つ。
1945年に大韓民国政府が成立した後も、西大門刑務所は引き継いで使用された。
1967年、法務部は西大門刑務所を未決囚などを収容する拘置所として再編したことに伴い、現在の『ソウル拘置所』と改名した。
1983年、ソウル西大門から現在の京畿道始興郡儀旺邑（現在の義王市清渓洞）に新築移転し、現在に至る。
2008年には「家族ふれあいの家」として、ソウル拘置所施設内に収容者（未決囚など）とその家族が24時間を共に過ごせる面会施設が設置された。